# Itacoatiara
Itacoatiara, amtlich Município de Itacoatiara, ist ein brasilianisches Município im Bundesstaat Amazonas in der Metropolregion Manaus. Die Stadt ist Hauptsitz der Territorialprälatur Itacoatiara.

## Geschichte
Itacoatiara wurde per Gesetz Nr. 74 vom 10. Dezember 1857 zu einer eigenständigen Stadt, aber 1858 wurde es erneut zu einem Dorf mit dem Namen Vila de Nossa Senhora do Rosário de Serpa herabgestuft. Schließlich wurde Itacoatiara am 25. April 1874 erneut in die Kategorie eines Munizips mit Selbstverwaltungsrecht mit ihrem heutigen Namen erhoben.

## Geographie und Wirtschaft
Sie liegt 176 km östlich mit dem Flugzeug oder 270 km flussabwärts von Manaus. Itacoatiara ist die drittgrößte Gemeinde der 62 Munizips des Bundesstaates und liegt am Ufer des Amazonas. Die Stadt ist bekannt als „Stadt des bemalten Steins“ – wie ihr Name aus Tupi übersetzt heißt. Itacoatiara verfügt mit dem Porto de Itacoatiara über einen wichtigen Hafen, der für einen beträchtlichen Teil des Frachttransports in Amazonas verantwortlich ist. In Itacoatiara trifft der südwestlich aus Mato Grosso kommende Verkehrskorridor über den Rio Madeira auf den Amazonas, der zweite Korridor verläuft weiter östlich über den Rio Tapajós, wo er bei Santarém mündet. Hafen, Lagerhallen, Frachtverkehr, Werft und Lastkahnflotte sind in der Hand der Grupo Amaggi, der Staat Amazonas hält davon 47 %. Der Flussverkehr in Itacoatiara erwirtschaftete im Jahr 2018 ein Bruttosozialprodukt von R$ 309.352.000.
Umliegende Gemeinden sind im Westen Manaus und Rio Preto da Eva, im Norden Silves und Itapiranga, im Süden Autazes, Careiro und Nova Olinda do Norte, im Südosten Maués, im Osten Boa Vista do Ramos und Urucurituba.

Das Biom ist der Amazonas-Regenwald (Amazônia). Bodentypen gemäß Klassifizierung nach World Reference Base for Soil Resources sind Acrisol, Terra Roxa (Latossolo Amarelo), Plinthosol, Gleysol und Fluvisol (Neossolo Flúvico).

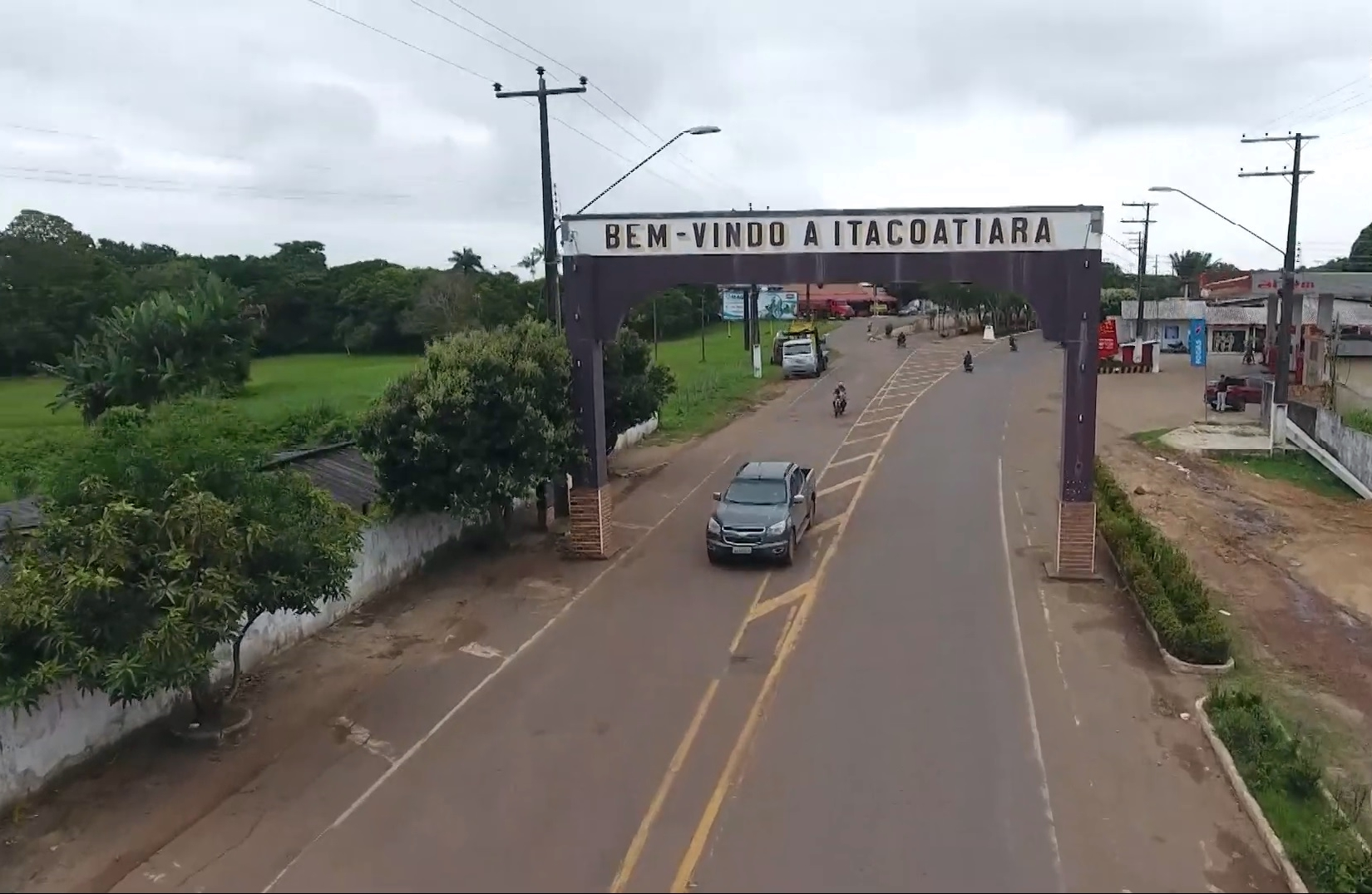
Stadteinfahrt
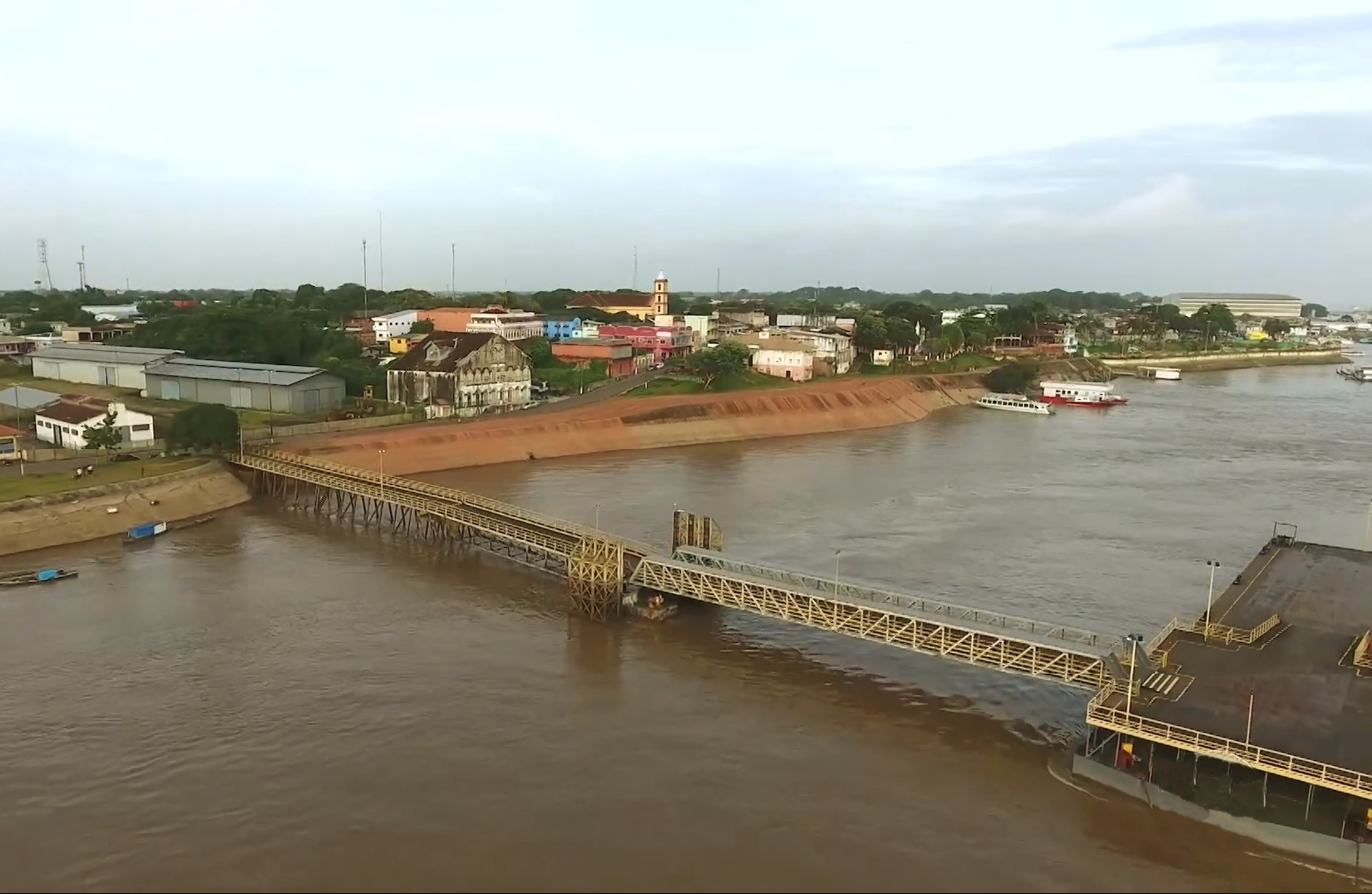
Hafen von Itacoatiara
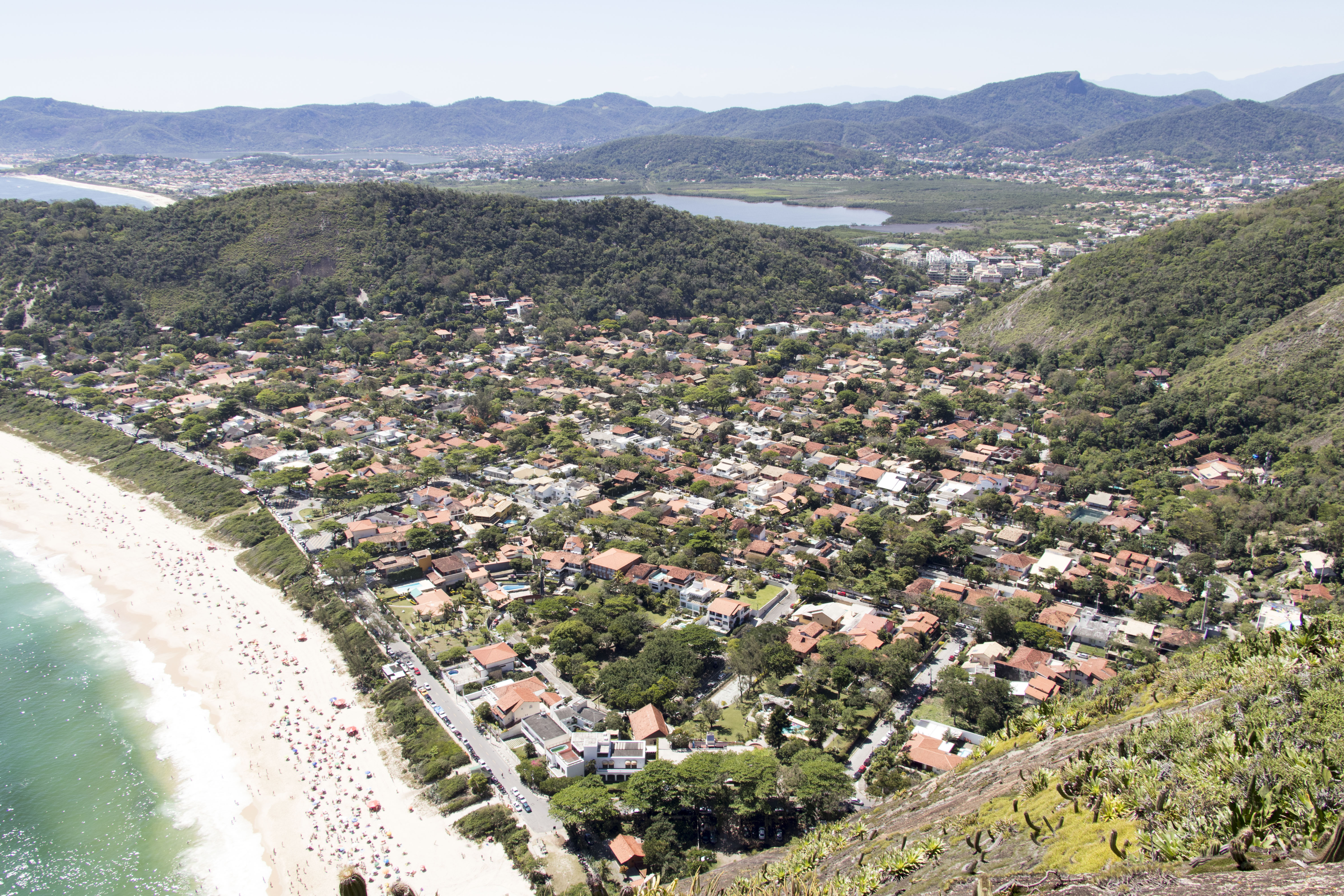
Stadt aus der Vogelperspektive
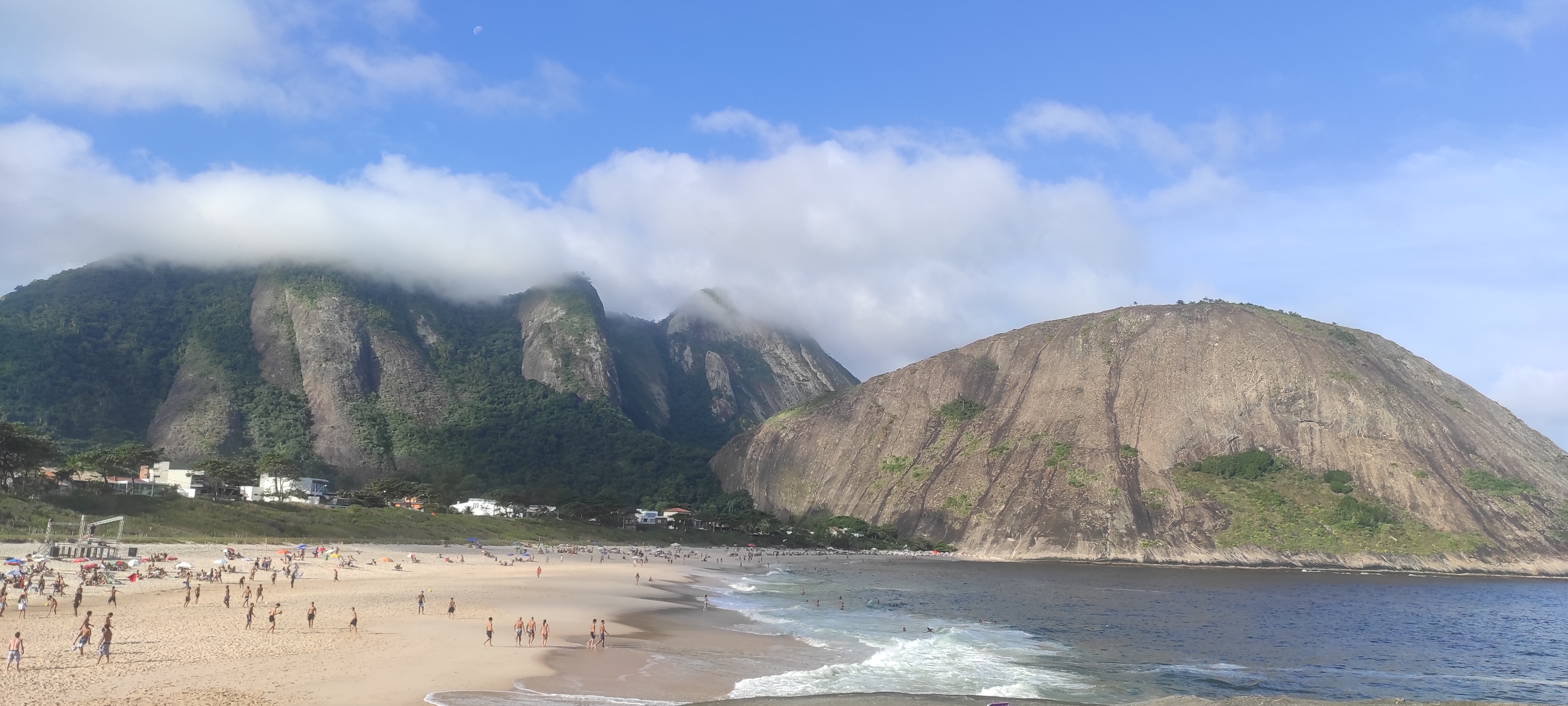
Küste des Munizips

### Klima
Das Klima ist tropisch äquatorial, Am und Af nach der Klimaklassifikation nach Köppen und Geiger. Die Durchschnittstemperatur ist 26,9 °C. Die bisher höchste Temperatur wurde mit 38,8 °C am 31. Oktober 1988 gemessen. Die durchschnittliche Niederschlagsmenge liegt bei 2261 mm im Jahr. Die Höhe wird, je nach Quelle, mit 23, 26 oder 40 Metern über NN angegeben.

## Demografie
Die heutige Bevölkerung von Itacoatiara ist das Ergebnis der Vermischung der drei ethnischen Gruppen, aus denen sich die brasilianische Bevölkerung zusammensetzt: einheimische indigene Brasilianer, Europäer und Afrikaner, die somit die Mestizen der Region (Caboclos) bilden. Später, mit der Ankunft anderer Einwanderer, insbesondere der Japaner, Syrer, Libanesen und Juden, die hauptsächlich aus Marokko kamen, wurde eine einzigartige Kultur gebildet, die die Bevölkerung der Stadt charakterisiert. Die Mehrheit der Bevölkerung ist heute gemischter Abstammung, während indigene noch einen Bevölkerungsanteil von 3 Prozent haben.
Laut Volkszählung von 2010 mit 86.839 Bewohnern konzentrierten sich rund 67 % der Bevölkerung im nur wenige Quadratkilometer großen urbanen Sitz des Munizips, rund 33 % im weitläufigen restlichen Gemeindegebiet.

### Bevölkerungsentwicklung
| Jahr | Einwohner | Stadt  | Land   |
| --- | --------- | ------ | ------ |
| 1991 | 58.757    | 37.380 | 21.377 |
| 2000 | 72.105    | 46.465 | 25.640 |
| 2010 | 86.839    | 58.157 | 28.682 |
| 2019 | 101.337   | ?      | ?      |
| Die zur Anzeige dieser Grafik verwendete Erweiterung wurde dauerhaft deaktiviert. Wir arbeiten aktuell daran, diese und weitere betroffene Grafiken auf ein neues Format umzustellen. (Mehr dazu) |           |        |        |

### Ethnische Zusammensetzung
| Gruppe      | Anteil 2000      | Anteil 2010        | Anmerkung                        |
| ----------- | ---------------- | ------------------ | -------------------------------- |
| Pardos      | 55.826 (77,42 %) | ▲ 67.813 (78,09 %) | Mischrassige, Mulatten, Mestizen |
| Pretos      | 1.021 (1,47 %)   | ▲ 2.018 (2,32 %)   | Schwarze                         |
| Brancos     | 13.152 (18,24 %) | ▲ 16.440 (18,93 %) | Weiße, Nachfahren von Europäern  |
| Amarelos    | 75 (0,10 %)      | ▲ 245 (0,28 %)     | Asiaten                          |
| Indígenas   | 286 (0,40 %)     | ▲ 323 (0,37 %)     | indigene Bevölkerung             |
| ohne Angabe | 1.745            | –                  |                                  |

Quelle: SIDRA-Datenbankabfrage